# Łysa Góra (Wyżyna Olkuska)

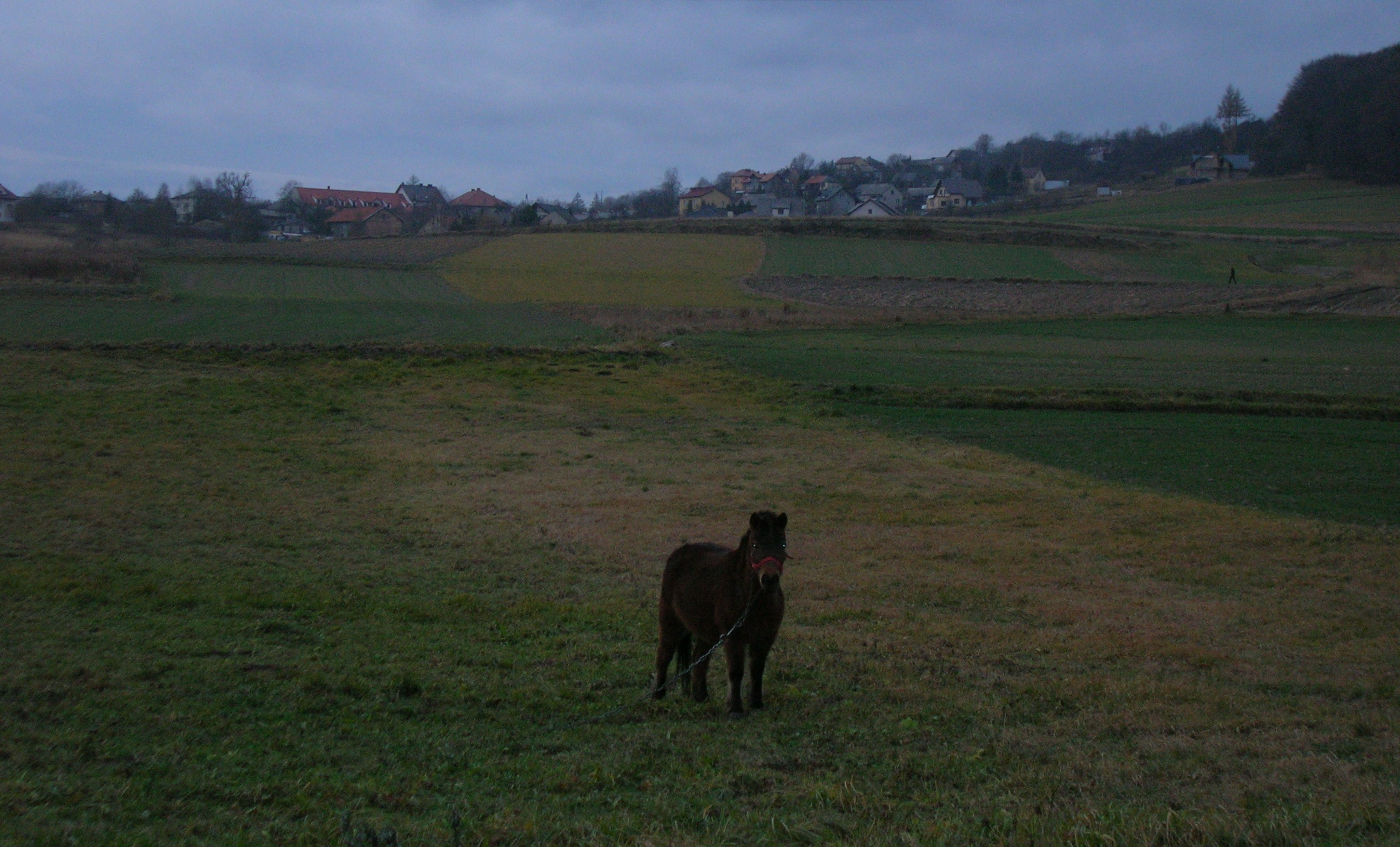
Południowy stok – Murowaniec w Siedlcu

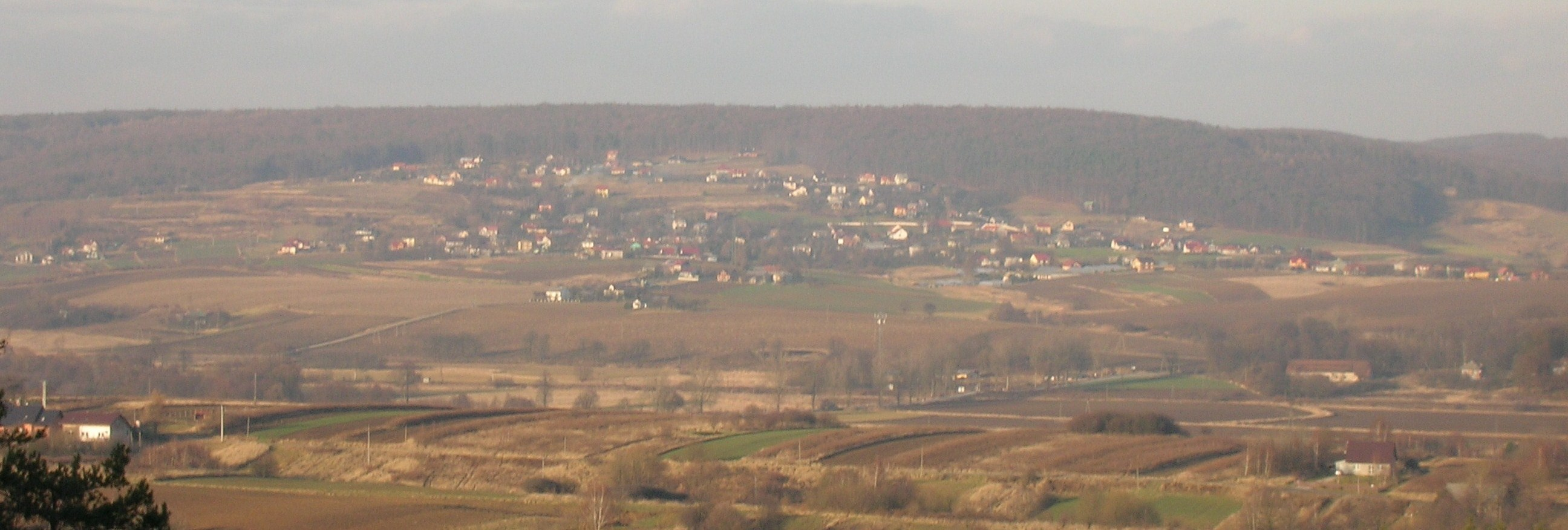
Widok na południowy stok

Łysa Góra – wzgórze o wysokości 419 m n.p.m. Znajduje się na Wyżynie Olkuskiej na północ od miejscowości Siedlec i na zachód od  centrum miejscowości Dubie (w jej granicach administracyjnych) w województwie małopolskim. Przy jej szczycie znajdują się zabudowania budynków mieszkalnych należących do wsi Dubie,  a na północno-wschodnich, opadających do wąwozu Zbrza stokach działa Kopalnia Odkrywkowa Dolomitu Dubie.
W kierunku północno-zachodnim Łysa Góra przechodzi bez żadnej przełęczy w Czerwoną Górę. Obydwa wzgórza porasta las. Dawniej jednak Łysa Góra musiała być w dużym stopniu bezleśna – wskazuje na to jej nazwa. Łysymi Górami nazywano bowiem wzniesienia bezleśne. Obecnie bezleśna, pokryta polami jest jedynie część południowo-wschodnich stoków Łysej Góry.